# ورزشگاه بریانت–دنی
ورزشگاه برایانت – دنی (به انگلیسی: Bryant–Denny Stadium) یک استادیوم بیرونی در جنوب شرقی ایالات متحده، در محوطه دانشگاه آلاباما در توسکالوسا است. این زمین خانگی تیم فوتبال آلاباما Crimson Tide کنفرانس جنوب شرقی (SEC) است. 
۹۱ سال پیش در سال ۱۹۲۹ افتتاح شد، این ورزشگاه به افتخار جورج اچ دنی، رئیس مدرسه از سال ۱۹۱۲ تا ۱۹۳۲ به عنوان استادیوم دنی نامگذاری شد. در سال ۱۹۷۵، قانونگذار ایالتی سر مربی و دانش‌آموخته پاول «خرس» برایانت را به نام ورزشگاه اضافه کرد. برایانت برای هفت فصل دیگر، از طریق ۱۹۸۲، جزر و مد را هدایت کرد و یکی از معدود عناوین بخش I است که در محلی با نام او مربیگری کرده‌است.
با ظرفیت نشستن ۱۰۱٬۸۲۱ چهارمین استادیوم بزرگ کنفرانس جنوب شرقی، هفتمین ورزشگاه بزرگ ایالات متحده و نهمین ورزشگاه بزرگ است.